# Терпиловка
Терпиловка (укр. Терпилівка) — село в Скориковской сельской общине Тернопольского района Тернопольской области Украины.
До 2020 года входило в Подволочисский район.
Население по переписи 2001 года составляло 320 человек. Почтовый индекс — 47813. Телефонный код — 3543.